# Yasmeen Fletcher
Yasmeen Fletcher (* 1. März 2003 im Orange County, Kalifornien) ist eine US-amerikanische Schauspielerin und Sängerin.

## Leben
Fletcher wurde am 1. März 2003 im kalifornischen Orange County als Tochter von Troy und Maysoun Fletcher geboren. Ihr Vater ist Unternehmer für Schwimmbecken, ihre Mutter Anwältin. Ihre Mutter ist libanesischer Abstammung. Ab ihrem dritten Lebensjahr wuchs sie mit ihrer jüngeren Schwester in Las Vegas auf. In den nächsten Jahren pendelte die Familie oft zwischen ihren Wohnorten in Las Vegas und Kalifornien, ehe sie sich 2018 in La Crescenta-Montrose niederließen.
Ihr Schauspieldebüt gab Fletcher 2019 im Film Ham on Rye. Im selben Jahr wirkte sie in zwei Episoden der Fernsehserie Story of Andi in der Rolle der Kaitlin mit und war im Musikvideo zum Lied Foreign von Jovan Armand und I'm Alone von Jarid Root zu sehen. 2020 übernahm sie im Fernsehfilm Upside-Down Magic – Magie steht Kopf die Rolle der Chandra. Ende des Jahres wurde bekannt, dass sie zum Hauptcast der Disney+-Serie Ms. Marvel gehören wird. 2021 war sie im Film Let Us In in der Rolle der Charly zu sehen. Ab 8. Juni 2022 wurde die Serie Ms. Marvel auf Disney+ ausgestrahlt, in der sie die Rolle der Nakia Bahadir, beste Freundin der Hauptdarstellerin Kamala Khan / Ms. Marvel gespielt von Iman Vellani, in insgesamt fünf Episoden darstellte.

## Filmografie (Auswahl)
- 2019: Ham on Rye
- 2019: Story of Andi (Andi Mack, Fernsehserie, 2 Episoden)
- 2020: Upside-Down Magic – Magie steht Kopf (Upside-Down Magic, Fernsehfilm)
- 2021: Let Us In
- 2022: Ms. Marvel (Fernsehserie, 5 Episoden)
- 2023: The Graduates

## Musikvideos
- 2019: Jovan Armand: Foreign
- 2019: Jarid Root: I'm Alone